# لوري هوكينز
لوري هوكينز (15 مايو 1907 في المملكة المتحدة - 4 أكتوبر 2003 في المملكة المتحدة) (بالإنجليزية: Laurie Hawkins)‏ هو لاعب كريكت بريطاني (وحمل سابقاً جنسية المملكة المتحدة لبريطانيا العظمى وأيرلندا). لعب مع نادي مقاطعة سومرست للكريكت ‏.